# 자니스 대운동회
자니스 대운동회(일본어: ジャニーズ大運動会 ジャニーズだいうんどうかい[*])는 자니즈 사무소가 실시하는 스포츠 이벤트이다.

## 개요
공식 이벤트 이름은 해마다 다르다.
1990년 제1회가 개최되어 2003년까지 매년 체육의 날에 도쿄 돔에서 열렸다. 예외적으로 1998년 10월 25일에는 오사카 돔에서 개최되었다. 그러나 고위 탤런트 기본적으로 불참한다.(게스트로 1~2 명 참가하는 경우도 있음)
자니스 사무소 소속 탤런트를 두 팀으로 나누어 대항전 형식으로 대결한다. 종목의 기본이 되는 것은 야구 대회로, 야구에 자신이 있는 쟈니스만이 나갈 수 있다. 중간에 미니 콘서트도 열린다.
2004년 11월에는 니가타현 주에쓰 지방의 지진 자선 야구 대회를 개최하였다. 이것을 마지막으로 운동회는 소강상태였지만, 2009년에 다시 부활하게 되었다.
2011년에도 동일본 대지진 자선 야구 대회를 개최하였다.

## 개최 기록
- 1996년 10월 10일 "쟈니즈 ALL STAR 스포츠 꿈의 제전"
- 1997년 10월 10일 "쟈니즈 야구 대회 in TOKYO DOME"
- 1998년 10월 25일 "쟈니즈 대운동회 98"
- 1999년 10월 10일 "쟈니즈 & 올스타 드림 매치 1999 in 도쿄돔"
- 2000년 10월 8일 "쟈니즈 대운동회 in 도쿄돔"
- 2001년 10월 7일 "쟈니즈 대운동회 in 도쿄돔"
- 2002년 10월 13일 "쟈니즈 대운동회 in 도쿄돔"
- 2003년 10월 12일 "쟈니즈 체육 FAN 감사"
- 2004년 11월 12일 "쟈니즈 선발 스타 야구 대회~ 지금 우리들이 할 수 있는~ "
- 2009년 12월 13일 "쟈니즈 선발 대운동회"
- 2011년 5월 29일 "Marching J 쟈니즈 자선 야구 대회 2011"

## 같이 보기
- 자니즈 사무소
- 영 커뮤니케이션 콘서트 사무국
- 자니즈 카운트다운 라이브